# Kenneth Arthur Noel Anderson
Sir Kenneth Arthur Noel Anderson, britanski general, * 1891, † 1959.
Med letoma 1947 in 1952 je bil vrhovni poveljnik in guverner Gibraltarja.